# Marlborough (condado de Cheshire)
Marlborough es un lugar designado por el censo ubicado en el condado de Cheshire en el estado estadounidense de Nuevo Hampshire. En el Censo de 2010 tenía una población de 1.094 habitantes y una densidad poblacional de 249,79 personas por km².

## Geografía
Marlborough se encuentra ubicado en las coordenadas 42°54′18″N 72°12′42″O / 42.90500, -72.21167. Según la Oficina del Censo de los Estados Unidos, Marlborough tiene una superficie total de 4.38 km², de la cual 4.38 km² corresponden a tierra firme y (0%) 0 km² es agua.

## Demografía
Según el censo de 2010, había 1.094 personas residiendo en Marlborough. La densidad de población era de 249,79 hab./km². De los 1.094 habitantes, Marlborough estaba compuesto por el 96.62% blancos, el 0.64% eran afroamericanos, el 0% eran amerindios, el 0.64% eran asiáticos, el 0% eran isleños del Pacífico, el 0.46% eran de otras razas y el 1.65% pertenecían a dos o más razas. Del total de la población el 1.1% eran hispanos o latinos de cualquier raza.